# Papaipema frigida
Papaipema frigida är en fjärilsart som beskrevs av Smith 1899. Papaipema frigida ingår i släktet Papaipema och familjen nattflyn. Inga underarter finns listade i Catalogue of Life.